# 바르톨로메오 달비아노

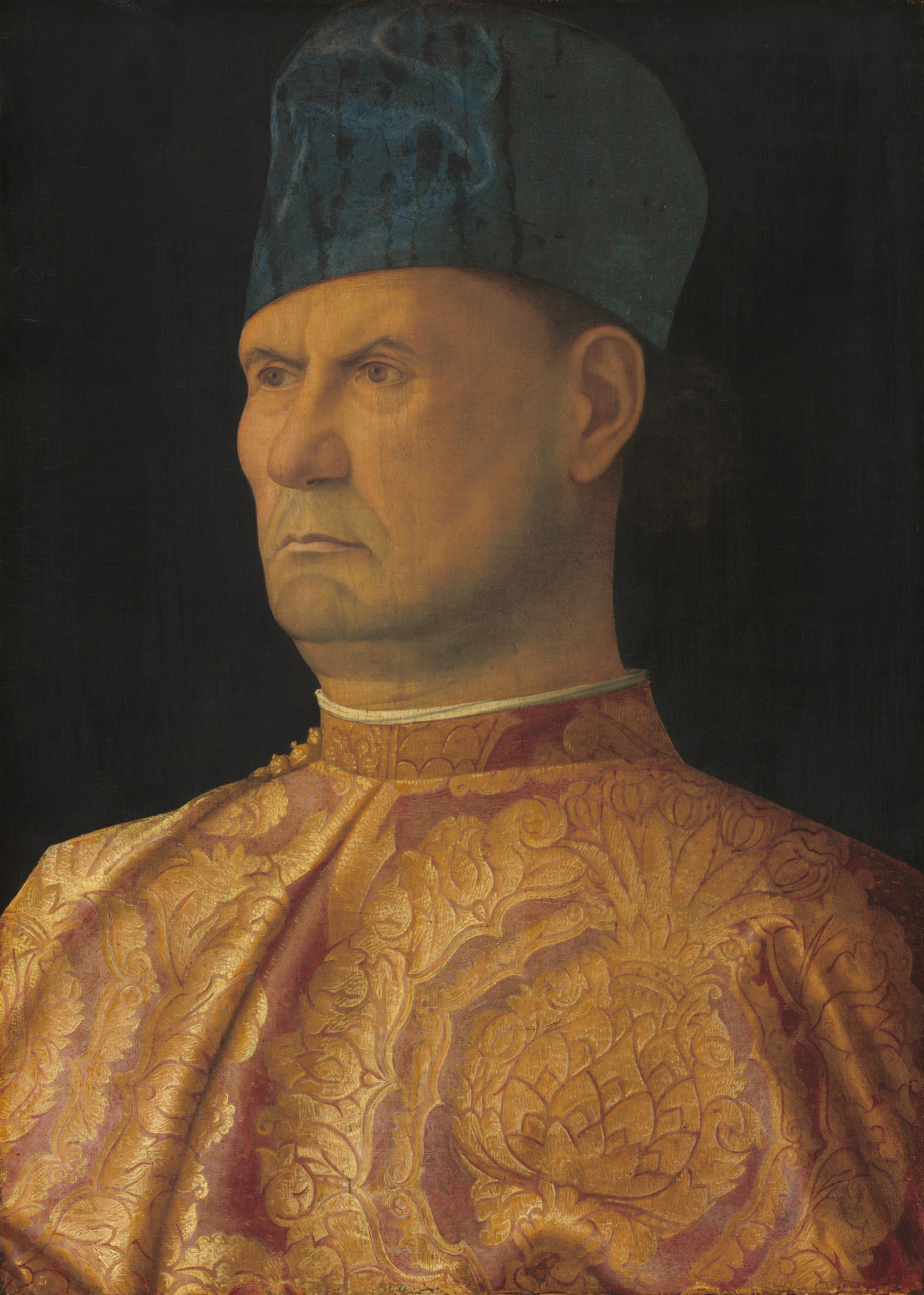
바르톨로메오 달비아노의 초상화 추정작(조반니 벨리니작)

바르톨로메오 달비아노(이탈리아어: Bartolomeo d'Alviano, 1455년 – 1515년 10월)는 이탈리아의 콘도티에로이며, 신성 로마 제국 황제 막시밀리안 1세을 상대로 한 베네치아 공화국의 방어전을 성공시켜냈다.

## 생애
토디에서 프란체스코 달비아노와 이사벨라 델리 아티(Isabella degli Atti)의 아들로 태어난, 바르톨로메오는 그의 생애 초기부터 교황청 측으로 이탈리아 중부에서 싸워왔으며, 1496년에는 오르시니 가문 측에서 교황 알렉산데르 6세와 콜론나 가문을 상대로 맞섰다.
1503년에는 에스파냐의 페르난도 2세에 고용되어, 그는 이탈리아 남부에 대한 스페인의 지배를 시작하게 만든, 프랑스군을 상대로 승리를 거둔 가릴리아노 전투 승리에 결정적 요인이였다. 1505년을 시작으로, 그는 베네치아에 고용되었고 일년에 금화 150 파운드를 받으며, 공화국의 기병대 대장을 맞기로 약속되었다. 1507년, 니콜로 오르시니와 함께, 바르톨로메오는 베네치아 공화국에 고용되었다. 다음 해 그는 마우리아(Mauria), 카도레, 폰테바에서 신성 로마 제국의 막시밀리안 1세 황제가 이끄는 제국군을 격퇴시켜냈고, 고리치아와 트리에스테를 정복했다. 같은 해 포르데노네 역시도 함락시켰고 공화국은 그곳을 달비아노에게 주권을 내주었다(그곳은 1539년까지 달비아노 가문이 통치하였다).
하지만 1509년 (그 해는 그가 파도바에서 새로운 도시의 성벽의 건축을 시작하던 때이다)에 그는 아냐델로 전투에서 완패를 당하였고, 또한 큰 상처를 입고 말았다. 달비아노는 전해진 바에 의하면, 총사령관이었던 오르시니의 허락없이 적을 공격했고, 그 결과를 짊어지게 되었다. 프랑스군에 생포되어, 그는 1513년까지 포로 생활을 하였다. 1513년, 밀라노 공국을 상대로 프랑스와 베네치아가 동맹을 맺은 후 1513년에 그는 자유가 되었으며, 프랑스 지휘관 루이 드 라 트레무아유 하에서 싸웠다. 그는 에스파냐의 나폴리 부왕 라몬 데 카르도나에게 비첸차 전투에서 패배하고 말았다.
달비아노는 당시 합스부르크 가문에게 넘어갔었던 포르데노네를 다시 정복하고 약탈하였다. 그는 나중에 마리냐노(1515년 9월)의 프랑스 승리의 주인공이였고, 300명의 기사단으로 스위스 용병대들을 공격했다. 이후 그는 베르가모 또한 정복하여 통치하였지만, 같은해 10월 브레시아 공성전 도중에 사망한다.
그는 베네치아의 산토 스테파노 성당에 묻혔다.

## 대중 문화
바르톨로메오 달비아노는 비디오 게임 어쌔신 크리드 II, 어쌔신 크리드 II: 프로젝트 레거시, 어쌔신 크리드 II: 브라더후드에서 암살단의 인물로 등장한다.